# Révolte dans la vallée

Révolte dans la vallée (titre original : Roaring Guns) est un court métrage américain réalisé par Jean Negulesco sorti en 1944.

## Synopsis
En 1877, en Californie, la ruée vers l'or change d'aspect. Le minerai devenant rare dans les cours d'eau. Les orpailleurs ne peuvent plus s'enrichir avec leurs pelles et leurs pioches et se font embaucher par des patrons qui ont assez de capital pour créer des entreprises, construire des barrages, des biefs pour alimenter leurs canons à eau qui décapent le sol afin d'en récupérer le précieux métal,
Cela  a des conséquences dramatiques pour les agriculteurs et les éleveurs qui voient en aval leurs terres recouvertes par des coulées de boue, leur bétail noyé, leurs maisons détruites par le travail de sape lors de brusques montées des eaux. C'est le cas, par exemple, pour McKinley qui perd son épouse et son enfant lorsque leur habitation s'effondre.
Dans ce contexte, à Tinspot, la famille Ferris composée du colonel Chris, de son fils Lance et de sa fille Karen se range du côté des fermiers. Jared Whitney qui vient de prendre la direction de la mine «La lune dorée» qui appartient à Harrison McCooey, séduit par Karen Ferris va essayer de concilier les intérêts des deux parties. Il propose donc la construction d'un barrage pour dévier les boues mais McCooey «ne veut pas dépenser d'argent mais en gagner».
L'affaire portée devant la justice donne gain de cause aux éleveurs et agriculteurs. Le propriétaire de la mine n'en ayant cure, l'affrontement ne peut être évité et ce court métrage se termine par une «bataille» rondement menée comme dans beaucoup de westerns.

## Fiche technique
- Titre original : Roaring Guns
- Réalisateur : Jean Negulesco
- Scénario : Robert Buckner, Warren Duff et Ed Earl Repp, d'après une histoire de Clements Ripley
- Directeur artistique : Charles Novi
- Photographie : Carl E. Guthrie
- Recherche de Stock-shot: Michael Curtiz
- Supervision des dialogues : Harold Winston
- Son : Clare A. Riggs
- Montage : Doug Gould
- Musique : composée par Max Steiner, Howard Jackson et orchestre dirigé par Leo F. Forbstein
- Producteur : Gordon Hollingshead
- Société de production : Warner Bros
- Pays d'origine :  États-Unis
- Langue originale : anglais
- Format : couleur(technicolor) - 35 mm - 1.37:1 (spherical) - son mono (RCA Sound System)
- Genre : Western
- Durée : 19 minutes
- Dates de sortie : 
  - États-Unis :  19 février 1944 et le 31 mars 1951 pour une nouvelle version.

## Distribution
- Charles Arnt : Colonel Chris Ferris
- Art Baker : Narrateur
- Ken Christy : Harrison McCooey
- Wade Crosby : mineur se servant de son canon à eau comme d'une arme
- Fred Kelsey : Député fédéral
- Kermit Maynard : Kingan Bartender
- Jack Mower : Jim
- Virginia Patton : Karen Ferris
- Jack Rutherford : un éleveur en colère
- Robert Shayne : Jared Whitney
- Russell Simpson : McKenzie, fermier
- Mark Stevens : Lance Ferris
- Norman Willis : Michen, chef d'équipe des chercheurs d'or

## Autour du film
- Questionnement : Cette page a été rédigée à partir d'une diffusion en noir et blanc de ce film. Est-ce la version de 1944 qui est en noir et blanc et celle de 1951 qui est en couleurs? Il est possible aussi que la duplication de ce film ait été faite en noir et blanc et diffusée ainsi sans autre précision.
- Il semblerait que le scénario de ce court métrage reprenne les grandes lignes du film La Bataille de l'or (Gold Is Where You Find It) de Michael Curtiz.